# Victor Kraft
Victor Kraft (* 4. Juli 1880 in Wien, Österreich-Ungarn; † 3. Jänner 1975 ebenda) war ein österreichischer Wissenschaftstheoretiker, Philosoph und Bibliothekar. Zu seinen direkten Schülern zählen die Philosophen Paul Feyerabend und Ernst Topitsch sowie die Schriftstellerin Ingeborg Bachmann, die bei Victor Kraft mit einer kritischen Arbeit über Martin Heidegger promoviert wurde.

## Leben
Als Sohn Josef Krafts, eines Wiener Schuldirektors und Präsidenten des Vereins für Kindergartenwesen, absolvierte er ein Real-Gymnasium (mit Griechisch) im 6. Wiener Gemeindebezirk und schloss dieses mit Auszeichnung 1899 mit der Matura ab. Anschließend studierte an der Universität Wien Geschichte bei Oswald Redlich, Geographie bei Albrecht Penck und Philosophie unter Friedrich Jodl und Adolf Stöhr. Er hörte aber auch zahlreiche weitere Vorlesungen aus anderen Gebieten, nicht nur Geologie, sondern auch Botanik, Kunstgeschichte und Volkswirtschaftslehre.
Weitere Studien in Berlin folgten, u. a. bei Georg Simmel, Wilhelm Dilthey und Carl Stumpf. Jedoch wurden seine philosophischen Entwicklungen nur wenig durch seine Universitätslehrer bestimmt, sie gingen im Wesentlichen selbständig vor sich. 1903 promovierte er mit dem Thema Die Erkenntnis der Außenwelt. Anschließend nahm er 1912 eine Tätigkeit in der Universitätsbibliothek Wien im Fachgebiet Philosophie auf. Zum wissenschaftlichen Beamten als Bibliotheksassistent wurde er 1925 befördert. 1912 verfasste er die Schrift Weltbegriff und Erkenntnisbegriff, mit der er sich 1914 im Bereich Theoretische Philosophie habilitierte. 1916 wurde seine Tochter Eva Frodl-Kraft geboren. Der Titel eines außerordentlichen Professors wurde ihm 1924 verliehen.
Nach dem Anschluss Österreichs galt er als „jüdisch Versippter“ und wurde wegen seiner „halbjüdischen“ Frau von Staatssekretär Otto Wächter entlassen. Auch seine Venia legendi verlor er.
Nach seiner Rehabilitierung konnte er 1945 in den Bibliotheksdienst zurückkehren. 1947 wurde er zum Generalstaatsbibliothekar ernannt. In dieser Position organisierte er die Wiener Universitätsbibliothek neu. Im gleichen Jahr wurde er zum außerordentlichen Professor der Philosophie ernannt, von 1950 an ordentlicher Professor. Im Jahre 1952 emeritierte er.
1954 wurde er Mitglied der Österreichischen Akademie der Wissenschaften.
Seine Grabstätte befindet sich auf dem Hietzinger Friedhof in Wien.

## Wirken
Das Ende der nationalsozialistischen Gewaltherrschaft führte nach 1945 in Österreich nicht zur Renaissance des Logischen Empirismus, zumal die überlebenden Emigranten des Wiener Kreises nicht gewillt waren, ohne weiteres nach Wien zurückzukehren. Das politische Klima, das dem Neopositivismus bereits vor dem deutschen Einmarsch feindlich gesinnt war (das Attentat auf Moritz Schlick wurde von der katholischen, ständestaatlichen Presse indirekt gerechtfertigt), verbesserte sich auch in der Nachkriegszeit bis weit in die 60er Jahre kaum: In der Wiener Universität regierte die katholische Restauration. Victor Kraft und sein Schüler Béla Juhos (1901–1971) bekamen nach 1945 das Fortwirken antipositivistischer Affekte deutlich zu spüren.
So erklärte der damalige österreichische Unterrichtsminister Heinrich Drimmel, ein fanatischer Katholik, dass für ihn Positivismus und Kommunismus eins seien. Der Neopositivismus, so bekundete Drimmel, sei ebenso „zersetzend“ wie der Nationalsozialismus. Der Rechtspositivismus der berühmten Wiener Rechtstheoretischen Schule habe in der Geschichte Spuren hinterlassen, so Drimmel, „wie es sie blutiger in keiner Epoche davor gegeben hat“. Seine antitotalitaristischen Bekundungen hielten Drimmel jedoch nicht davon ab, ehemalige Nationalsozialisten, wie z. B. den berüchtigten Wiener Historiker Taras Borodajkewycz, zu protegieren. Krafts Rehabilitation diente wohl vor allem als eine Art wissenschaftspolitisches Alibi. Krafts Schüler Ernst Topitsch schreibt in diesem Zusammenhang: „Nun hatte ich unter dem nationalsozialistischen Terror von einer Wiederherstellung der Geistesfreiheit im Zeichen eines christlichen Humanismus geträumt, doch was dann wirklich kam, war eine erstickende provinzielle Restauration, und ein kläglicher Klerikalismus verbreitete in den Hallen der Alma Mater eine fast mit Händen zu greifende Atmosphäre intellektueller Unredlichkeit, ohne auf entschiedenen Widerstand zu stoßen.“
Der kleine Kreis, der sich in den 50er Jahren um Kraft zu bilden begann, „Kraft-Kreis“ genannt, den immerhin so bedeutende Philosophen wie Wittgenstein (allerdings wohl nur einmal), Ernst Topitsch, Paul Feyerabend, Elizabeth Anscombe und Georg Henrik von Wright besuchten, konnte keine größere öffentliche Wirkung entfalten, und Kraft musste erleben, wie seine Schüler vor allem im Ausland Karriere machten.
Als Angehöriger des neopositivistischen Wiener Kreises, den er regelmäßig besuchte, arbeitete Kraft – als einziger Wiener Neopositivist – an einer nicht-metaphysischen, rational begründeten Ethik und Wertlehre. Obwohl sich Kraft explizit zur sogenannten „Wissenschaftlichen Weltauffassung“ bekannte, wahrte er zu vielen „Dogmen“ des logischen Empirismus deutliche Distanz. Am ehesten ist er in dieser Beziehung wohl mit Karl Popper zu vergleichen. Im Unterschied zu Popper überspitzte Kraft die internen Differenzen zwischen sich und dem Kreis jedoch nicht. Ungeachtet aller Eigenständigkeit war Kraft stets bemüht, die Grundgemeinsamkeiten des Wiener Neopositivismus zu betonen. Distanz zum „Mainstream“ des Kreises findet sich insbesondere beim allzu unbekümmerten logisch-empiristischen Postulat von der „Einheitswissenschaft“, dem radikalen Wertskeptizismus und in erkenntnistheoretischer Hinsicht vor allem in Krafts Ablehnung von Schlicks Wende (die dieser unter dem Einfluss Wittgensteins vollzog) von einer kritisch-realistischen Position in Richtung eines phänomenologischen Positivismus. Kraft blieb stets ein antiphänomenalistischer, konstruktivistischer Realist bzw. antisensualistischer Empirist. Der konstruktivistische oder „hypothetische Realismus“ lässt sich durch die fünf folgenden Postulate kennzeichnen:
1. Der hypothetische Charakter der Wirklichkeit.
2. Die Existenz einer bewusstseinsunabhängigen, strukturierten Wirklichkeit.
3. Die partielle Erkennbarkeit und Verstehbarkeit der Welt.
4. Die grundsätzliche Erkenntnis der Welt durch Wahrnehmen und Denken.
5. Die Möglichkeit intersubjektiver Wissenschaft.[5]

Krafts Wissenschaftstheorie antizipierte Ideen des Kritischen Rationalismus: Karl Popper selbst hat in dem erst 1979 (das Manuskript wurde in den 1930er Jahren verfasst) erschienenen Buch "Die beiden Grundprobleme der Erkenntnistheorie" hierzu geschrieben: „Kraft nimmt – soweit ich es beurteilen kann – geradezu die Grundgedanken des von mir vertretenen deduktivistisch-empiristischen Standpunktes vorweg“.
Auch in der praktischen Philosophie antizipierte Kraft vieles, was heute zum Standardrepertoire zeitgenössischer Diskurse gehört: Schon vor R. M. Hares universellem Präskriptivismus, der heute eine klassische Theorie moderner Moralphilosophie genannt werden darf, verband Kraft eine empiristische Ausgangsposition mit der Kritik am Relativismus. Seine Distanz zum Wiener Kreis erklärt sich nicht zuletzt daher, dass bei Kraft, ähnlich wie bei Popper, der Einfluss des Neukantianismus stets lebendig blieb.
Krafts späterer „Kultur-Utilitarismus“ ist nahezu unbeachtet geblieben, was vor allem auf politische Ursachen zurückzuführen ist. Den stärksten (kaum bemerkten) Einfluss hat Kraft auf das spätere Konzept des Wiener Rechtsphilosophen Alfred Verdross (1890–1980) ausgeübt. Verdross war eine der zentralen Figuren der berühmten Wiener Rechtstheoretischen Schule und schrieb seinerzeit das meistgelesene Standardwerk über Völkerrecht in deutscher Sprache.

## Schriften (Auswahl)
- Das Problem der Außenwelt, in: Archiv für Philosophie, 2. Abteilung: Archiv für systematische Philosophie. Neue Folge 10, 1904, (Diss.).
- Weltbegriff und Erkenntnisbegriff. Eine erkenntnistheoretische Untersuchung, Leipzig 1912 (Habil.).
- Die Grundformen der wissenschaftlichen Methoden, Wien 1925. Online Archive
- Die Grundlagen einer wissenschaftlichen Wertlehre, Wien 1937. Die zweite (verbesserte und erweiterte) Fassung erschien in Wien 1951.
- Über Moralbegründung, in: Theoria 6, 1940.
- Mathematik, Logik und Erfahrung, Wien 1947.
- Der Wiener Kreis. Der Ursprung des Neopositivismus, Wien 1950.
- Einführung in die Philosophie. Philosophie, Weltanschauung und Wissenschaft, Wien 1950.
- Erkenntnislehre, Wien 1960.
- Rationale Moralbegründung, Wien 1963.
- Die Grundlagen der Erkenntnis und der Moral, Berlin 1968.
- Ist eine rationale Begründung von sozialen Normen möglich? in: Österr. Zeitschrift für öffentliches Recht 13, 1972.
- Die Giltigkeit von Normen. In: Zeitschrift für allgemeine Wissenschaftstheorie 5, 1974.
- Popper and the Vienna Circle, in: Paul Arthur Schilpp (Hrsg.): The Philosophy of Karl Popper, Lasalle III, 1974.
- Das Universalienproblem, in: Bernulf Kanitscheider (Hrsg.): Festschrift für Gerhard Frey zum 60. Geb. 1976.